# Roverud
Roverud är en tätort i Kongsvingers kommun i Innlandet fylke i sydöstra Norge. Orten ligger vid riksväg 2, Solørbanan och älven Glomma, norr om staden Kongsvinger.
Tidigare har orten tillhört dåvarande Brandvals kommun.